# Римский кинофестиваль
Римский кинофестиваль, или Международный кинофестиваль в Риме (итал. Festival Internazionale del Film di Roma) проводится ежегодно осенью (октябрь — ноябрь) в столице Италии. Первый Римский кинофестиваль прошёл в 2006 году. Вначале мероприятие было названо организаторами Международным праздником в Риме (итал. Festa Internazionale di Roma); с 2008 года название изменили на текущее. В скором времени кинофестиваль в Риме стал одним из крупнейших в мире.
Кинофестиваль проходит вскоре после Венецианского кинофестиваля (август — сентябрь), и незадолго до Туринского кинофестиваля, что привело к некоторым разногласиям между организаторами этих мероприятий.
С января 2007 года официальным делегатом кинофестиваля по России и странам СНГ является медиаменеджер Ситора Алиева.

## Организация
Место проведения
Римский кинофестиваль проводится в Auditorium Parco della Musica, специально построенный для этой цели Ренцо Пьяно (создатель логотипа кинофестиваля). Кроме этой площадки, мероприятия кинофестиваля проходят на 20 других площадках, в том числе в Cinecittà и Экспериментальном центре кинематографии, на площади Пьяцца дель Пополо, у фонтана Треви, в Доме Кино, Доме Писателей и Доме Джаза.
Организаторы
Инициаторами и организаторами кинофестиваля выступили Вальтер Вельтрони, бывший мэр Рима и организация «Fondazione Cinema per Roma».
На развитие проекта с самого начала были направлены значительные инвестиции, и в скором времени кинофестиваль в Риме стал одним из крупнейших в мире. Известность города и высокая репутация главного приза привлекают к участию в конкурсе талантливых кинематографистов. В проектах кинофестиваля принимают участие известные артисты и деятели международного кинематографа.
Во время кинофестиваля проводятся многочисленные культурные мероприятия — выставки, концерты и показы, посвящённые музыке, моде и литературе.
12 июня 2008 года президентом Международного кинофестиваля в Риме был назначен выдающийся критик и сценарист Джан Луиджи Ронди, бывший президент «Ente David di Donatello». Ранее обязанности президента исполнял Вальтер Вельтрони, возглавлявший совет попечителей CINEMA. Festa Internazionale di Roma. Гоффредо Беттини был назначен главой правления.
При президентстве Джан Луиджи Ронди, Пьера Детассис была единственным координатором кинофестиваля. В работе над организацией мероприятия ей помогали Марио Сести (разделы «Неигровое кино» и «Актерская работа») и Джанлука Джаннелли (раздел «Детское кино»). Генеральным директором кинофестиваля была архитектор Франческа Виа.
В 2012 году директором фестиваля стал Марко Мюллер, бывший директор Венецианского кинофестиваля.
Кинофестивалю оказывали и оказывают поддержку мэрия Рима и Торгово-промышленная палата Рима, официальные органы управления региона Лацио и провинции Рим, банк Banca Nazionale del Lavoro (BNL) и многие другие технические партнеры и спонсоры.

### Сотрудничество с TriBeCa Film Festival
Римский кинофестиваль тесно сотрудничает кинофестивалем TriBeCa Film Festival в Нью-Йорке, основанным в 2002 году Джейн Розенталь и Робертом Де Ниро в ответ на нападения 11 сентября 2001 года на Всемирный торговый центр. Роберт Де Ниро был гостем 1-го Римского кинофестиваль, во время которого Вальтер Вельтрони, мэр Рима вручил ему паспорт гражданина Италии.

## Отделения
Основная программа Международного кинофестиваля в Риме разделена на 5 главных секций.

### Основной конкурс
Основной конкурс проводится среди 14 новых произведений кино, представленных авторами из разных стран мира. Целью смотра является обнаружение талантов и обеспечение проката фильмов на рынке кино. Жюри, состоящее из 50 зрителей координируется известной личностью международного кинематографа. Оно определят победителя конкурса, которому вручается премия в 200 000 евро, а также победителей в номинациях «Лучшая женская роль» и «Лучшая мужская роль».
Особенность жюри в том, что оно состоит из 50 обычных зрителей, отобранных из числа тех, кто ранее отправил заявку на участие в просмотре конкурсной программе.

### Премьеры
В номинации «Премьеры» демонстрируются международные и европейские премьеры в присутствии авторов и исполнителей, участвующих в диалоге со зрителями и журналистами. Также под патронатом Академии Святой Цецилии проводятся общественные диспуты, посвященные различным аспектам культуры.

### Актерская работа
В номинации «Актерская работа» отмечаются достижения выдающихся актеров. Почетными гостями фестиваля в разное время были Шон Коннери, Николь Кидман. Также проводятся мастер-классы, семинары и обсуждения по вопросам актерского мастерства.

### Детское кино
В секции «Алиса в городах» проводится смотр детских фильмов. Эта секция подразделяется на две номинации, в которых соревнуются фильмы для детей младше 12 (дети) и старше 12 лет (подростки). Проводятся международные встречи, посвященные обсуждению проблем детского кино.

### Новая киносеть
В секции «Новая киносеть» представлены фильмы молодых режиссёров. Ежегодно выбираются 24 проекта для содействия к их дальнейшему развитию.

### Неигровое кино
В номинации «Дополнительно» (неигровое кино) представлены новые аудио-визуальные формы, в том числе продукты телекомпаний, видеоигры, видеоклипы и документальное кино.

## Кинорынок
На каждом кинофестивале в течение 5 дней действует ярмарка кино «The Business Street», на которую съезжаются продавцы и покупатели из разных стран. Здесь проходят показы, встречи, на которых обсуждается совместное производство, проводятся конференции. Штаб «The Business Street» находится на Виа Венето, между отелями Бернини Бристол и Маджестик.

## Награда
Наградой Международного кинофестиваля в Риме является серебряная статуэтка, изображающая статую древнеримского императора-философа Марка Аврелия. Статуэтка является малой копией статуи работы Микеланджело, которая стоит на площади Капитолия. Главный приз изготовлен известным итальянским ювелиром Булгари. Им награждают Лучший фильм и за лучшую женскую и мужскую роли.

### Фильмы-победители
- 2006: Изображая жертву (Изображая жертву), режиссёр Кирилл Серебренников (Россия, 2006).
- 2007: Джуно (Juno), режиссёр Джейсон Ритман (США, 2007).
- 2008
  - Лучший фильм по мнению профессионального жюри: Опиумная война (Opium War), режиссёр Сиддик Бармак (Афганистан — Япония — Республика Корея — Франция, 2008).
  - Лучший фильм по мнению зрителей: Резолюция 819 (Résolution 819), режиссёр Джакомо Баттиато (Франция — Польша — Италия, 2008).
- 2009
  - Лучший фильм по мнению профессионального жюри: Братство (Broderskab), режиссёр Николо Донато (Дания, 2009).
  - Лучший фильм по мнению зрителей: Человек, который прав (L’uomo che verrà), режиссёр Джорджо Диритти (Италия, 2009).
- 2010
  - Лучший фильм по мнению профессионального жюри: Пожалуйста, убей меня (Kill Me Please), режиссёр Олиас Барко (Франция — Бельгия, 2010).
  - Лучший фильм по мнению зрителей: Рай (Hævnen), режиссёр Сюзенн Бьер (Швеция — Дания, 2010).
- 2011
  - Лучший фильм по мнению профессионального жюри: Китайская сказка (Un cuento chino), режиссёр Себастьян Боренштейн (Аргентина — Испания, 2011).
  - Лучший фильм по мнению зрителей: Как дождь с неба (Un cuento chino), режиссёр Себастьян Боренштейн (Аргентина — Испания, 2011).
- 2012
  - Лучший фильм по мнению профессионального жюри: Девушка из Марфы (Marfa Girl), режиссёр Ларри Кларк (США, 2012).
  - Лучший фильм по мнению зрителей: The Motel Life, режиссёр Gabriel Polsky, Alan Polsky (США, 2012).
- 2019[3][4]
- 2024[5]
  - Лучший фильм: Связанные на небесах[англ.], режиссёр Huo Xin (Китай, 2024)
  - Лучший фильм по мнению профессионального жюри: Ночь такая долгая[англ.], режиссёр Мишель Бланшар[фр.] (Бельгия/Франция, 2024)
  - Лучший режиссёр: Морриса Мальц[англ.] (за фильм Джаззи[англ.])
  - Лучший сценарий: Кристофер Эндрюс (за сценарий к фильму Bring Them Down)

### Лучшая мужская роль
- Джорджо Коланджели (2006)
- Раде Сербеджия (2007)
- Богдан Ступка (2008)
- Серджо Кастеллито (2009)
- Тони Сервилло (2010)
- Гийом Кане (2011)
- Жереми Элькайм (2012)
- Мэттью Макконехи (2013)
- Элио Джермано (2024)

### Лучшая женская роль
- Ариан Аскарид (2006)
- Цзян Вэньли (2007)
- Донателла Финокьяро (2008)
- Хелен Миррен (2009)
- все актрисы Las-Buenas hierbas (2010)
- Нуми Рапас (2011)
- Изабелла Феррари (2012)
- Скарлетт Йоханссон (2013)
- Анхела Молина (2024)

### Специальный приз жюри
- 2006: Это Англия (This Is England), режиссёр Шейн Медоуз (Великобритания, 2006).
- 2010: Опрос (Poll), режиссёр Крис Краус (Германия — Австрия — Эстония, 2010).
- 2011: Глаз бури (The Eye of the Storm), режиссёр Фред Шепизи (Австралия, 2011).
- 2012: У Али голубые глаза (Ali ha gli occhi azzurri), режиссёр Клаудио Джованнези (Италия, 2012).
- 2013: Что и требовалось доказать (Quod Erat Demonstrandum), режиссёр Andrei Gruzsniczki (Румыния, 2013).
- 2024: Reading Lolita in Tehran[англ.] (США, 2003)

### Премия за достижения в кинематографе
- Шон Коннери (2006).
- Софи Лорен (2007).
- Клинт Иствуд (2008)
- Мерил Стрип (2009)
- Джулианна Мур (2010)
- Ричард Гир (2011)